# 兹拉特科·帕佩茨
兹拉特科·帕佩茨（1934年1月17日—2013年2月3日），克罗地亚男子足球运动员。他曾代表南斯拉夫国奥队参加1956年夏季奥林匹克运动会足球比赛，获得一枚银牌。